# Michele Mang

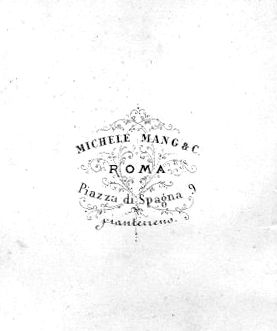
Sigillo aziendale, anni Sessanta dell'Ottocento

Michele Mang (Confederazione germanica, 1840? – Roma, 22 febbraio 1909) è stato un fotografo tedesco naturalizzato italiano.

## Biografia

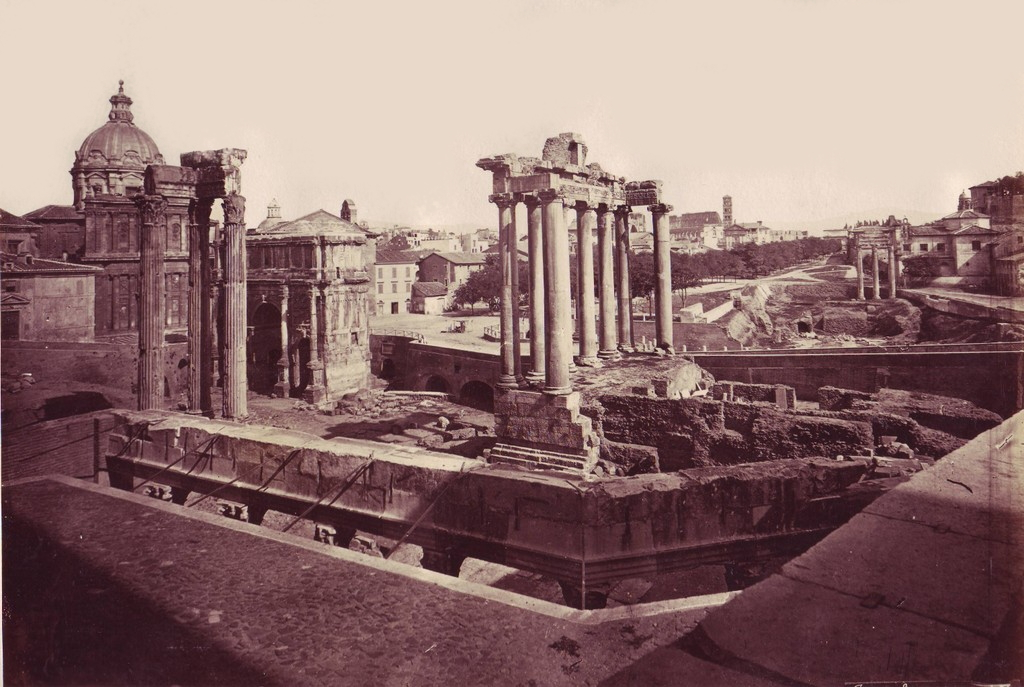
Foto di veduta del Foro Romano, foto

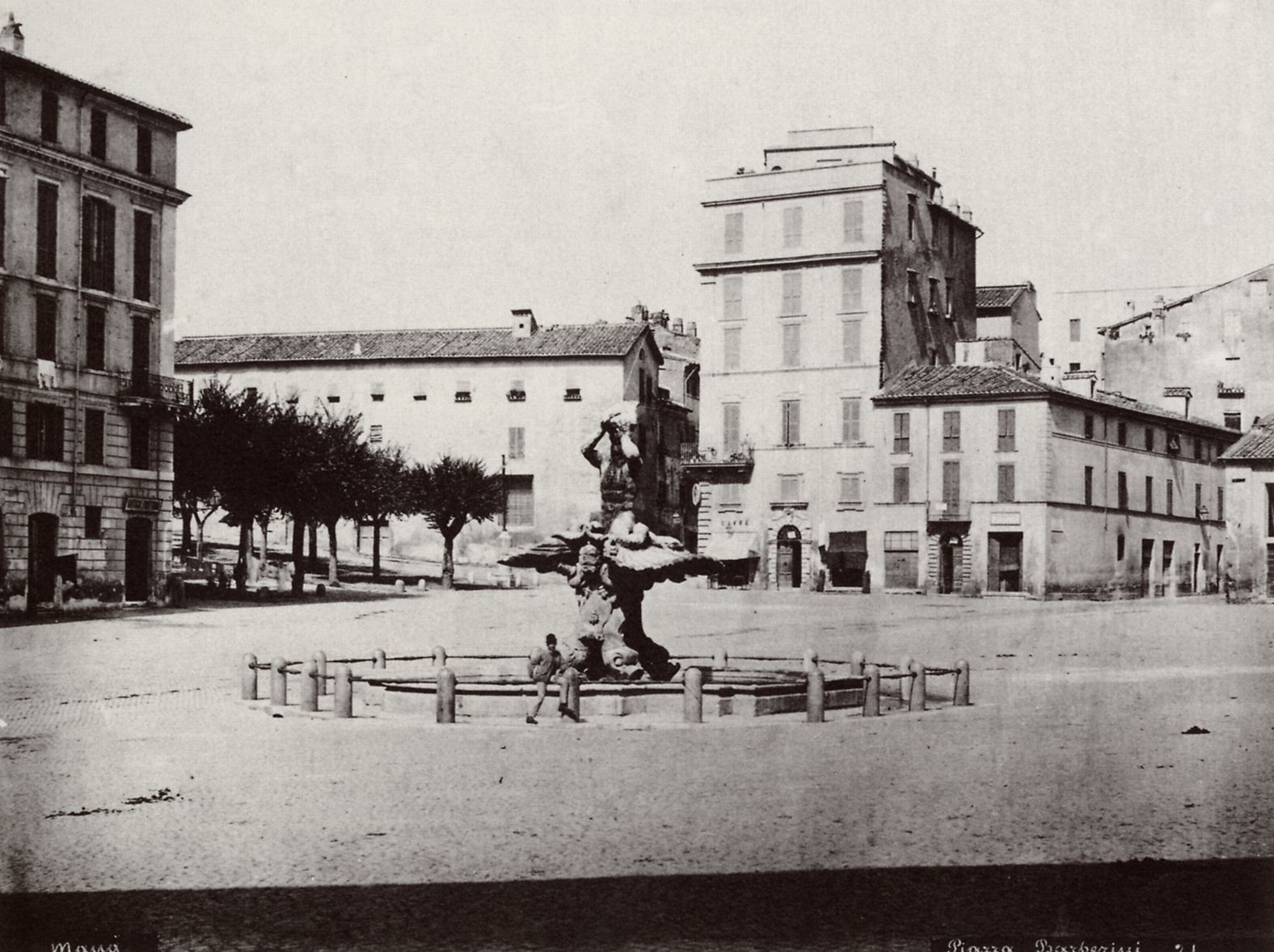
Veduta di Piazza Barberini, foto scattata intorno al 1868

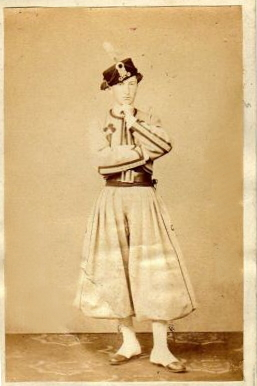
Zuave papale, foto

Mang proveniva dal Regno di Baviera e arrivò in Italia negli anni Sessanta dell'Ottocento. Dall'inizio del 1863 visse a Roma, dove fece parte del Deutscher Künstlerverein e si specializzò in ritrattistica e vedute fotografiche della città. In particolare si occupava di stereoscopia. 
Scrive a questo proposito Piero Becchetti, che intorno al 1865 "dette inizio a una ampia campagna fotografica dei monumenti più importanti della Città Eterna. È di questi anni la vasta, capillare ripresa in stereoscopia di Roma: sono riprodotte le mura, le porte, le chiese, i chiostri, le piazze, le vie, le rovine dei monumenti più importanti, anche dei dintorni, le ville e le fontane, nonché i capolavori dei Musei Vaticani e Capitolini. Queste vedute, poi riproposte anche in versione ‘visita’, sono spesso istantanee e caratterizzate dalla presenza di figure, come del resto già facevano da tempo i fotografi Altobelli e Molins [...]".
Inizialmente aveva il suo studio in Piazza di Spagna 9. Nel 1871 rilevò lo studio fotografico dell'amico Oswald Ufer in Via Felice 113 (oggi Via Sistina 113). In occasione del giubileo pontificio di Pio IX eseguì un ritratto del papa.
Il periodo noto del suo lavoro si estende fino al 1887, quando gli succedette come titolare dello studio il fotografo Teodoro Fabbri. Insieme a Ufer, Mang perfezionò il processo di stampa delle fotografie inventato a Berlino utilizzando a Roma una normale macchina da stampa a inchiostro.